# كتائب سنغالية
الكتائب السنغالية (بالفرنسية: Tirailleurs Sénégalais، نقحرة: التيغايوغ السنغالي) كانت كتائب من المُشاة السنغاليين المجندين في الجيش الفرنسي الاستعماري. كان هؤلاء أصلا من الأسرى والمماليك الذين جندوا في السنغال وغرب أفريقيا الفرنسي ثم في إفريقيا الغربية والوسطية والشرقية: المناطق الرئيسية للإمبراطورية الفرنسية الاستعمارية جنوب الصحراء الكبرى. الاسم تيغايوغ معناه تقريبا «مناوش» أو «رام» أو «قناص» وهو اسم مستخدم في الجيش الفرنسي منذ عهد نابوليون، عندما كان التيغايوغ مدربا على المصارعة في الخطوط الأمامية لجبهة المشاة. أما بعد ذلك، فصار تيغايوغ تسمية أطلق الجيش الفرنسي على جند مشاة أجانب «محليين» مجندين في الجيش الفرنسي من شتى مستعمرات وممتلكات الامبراطورية الفرنسية خلال القرنين التاسع عشر والعشرين.

رغم أن التجنيد لم يقتصر على السنغال، إلا أن وحدات المشاة هذه اتخذت صفة سنغالية (sénégalais) لأن السنغال كان أول مكان حيث تشكل فليقا من الكتائب الأفارقة السود. أول كتيبة سنغالية تشكلت عام 1857 وخدمت فرنسا في عدة حروب، بما فيها الحرب العالمية الأولى (تقريبا 200,000 جندي وأكثر من 135,000 منهم قاتلوا في أوروبا و30,000 منهم قتلوا) 

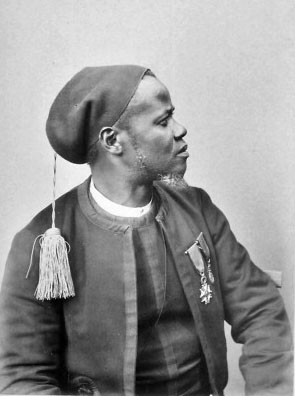
يورا كومبا، عمره 38 عام، ملازم في الكتائب السنغالية ولد في مدينة سانت لويس السنغالية (المعرض العالمي عام 1889)

والحرب العالمية الثانية. جندت كتائب أخرى من غرب أفريقيا الفرنسي والسكان العرب والأمازيغ في الجزائر وتونس والمغربفاصلة وأشار إليهم اسما «كتائب شمال إفريقيا» و«الأتراك». جندت كتائب من الهند الصينية الفرنسية كذلك وسميت الكتائب الفيتنامية أو التونكينية أو الأناميتية.

## تاريخ

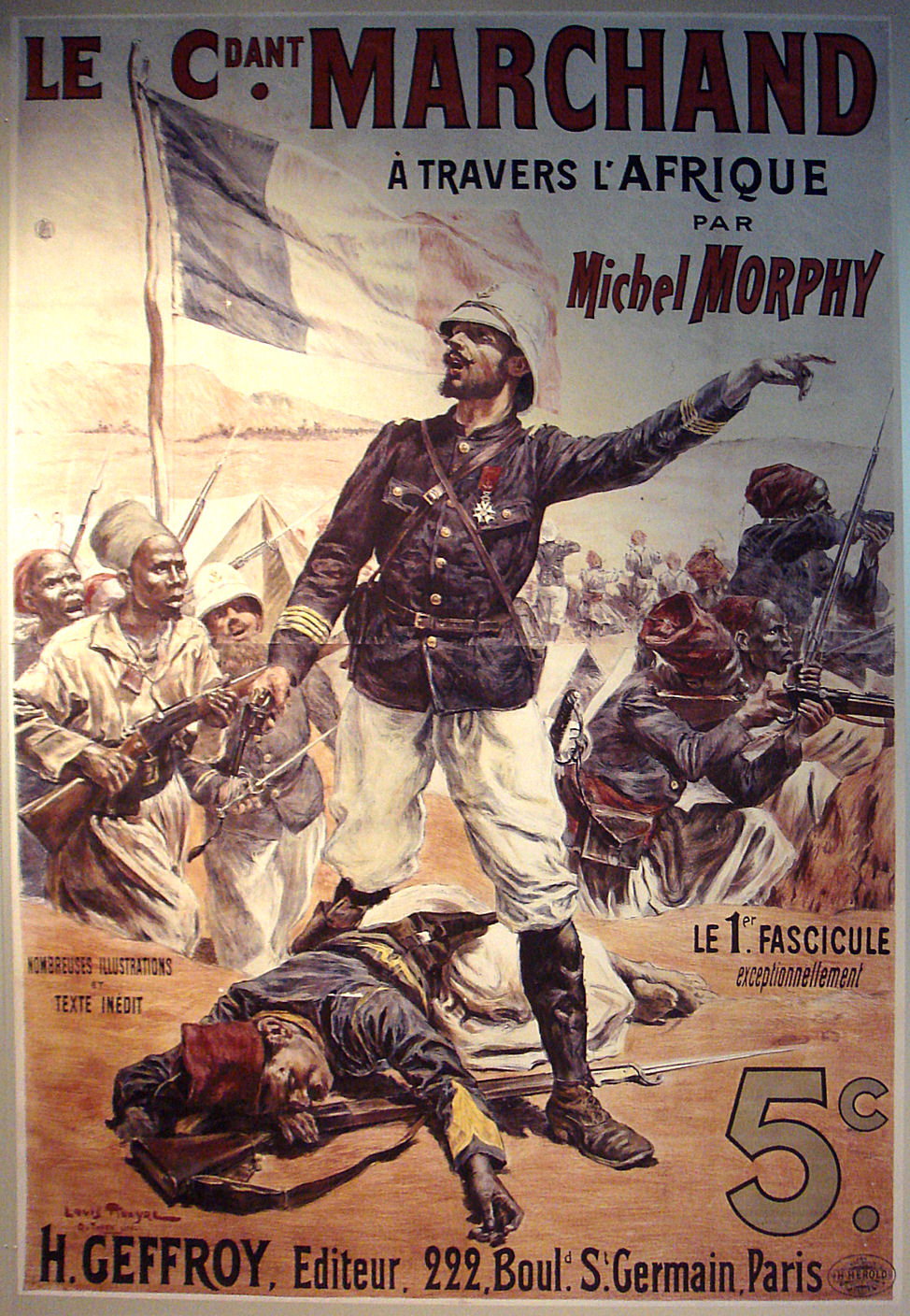
كتائب سنغالية تحت أمر جون باپتيست ماغشان، عام 1898

## وصلة خارجية